# Brenton Tarrant
Brenton Harrison Tarrant  (Grafton, Nueva Gales del Sur; 27 de octubre de 1990) es un terrorista australiano  asesino en masa que cometió el ataque contra dos mezquitas en Christchurch en Nueva Zelanda el 15 de marzo de 2019. En agosto de 2020 fue condenado a cadena perpetua sin derecho a libertad condicional.

## Vida
Brenton Tarrant es natural de Grafton, Nueva Gales del Sur, una ciudad a unos 600 km al norte de Sídney. Su padre murió de cáncer en 2010 a la edad de 49 años, su madre trabaja como maestra, y tiene una hermana.
Trabajó como entrenador físico en un gimnasio de su ciudad natal. Con el dinero heredado de su padre, Tarrant viajó a Europa y Asia en 2010 después de dejar su trabajo. Según otros informes, se dice que ganó el dinero para viajar con el comercio de criptomonedas Bitconnect. Visitó a Serbia, Bulgaria, Bosnia-Herzegovina y Corea del Norte, entre otros.
En 2017 se mudó a Dunedin en Nueva Zelanda. Allí se convirtió en miembro del Bruce Rifle Club. Desde noviembre de 2017, tenía una licencia de armas de Nueva Zelanda. El 5 de enero de 2018, donó una suma de 1.500 euros a Martin Sellner, un líder del movimiento identitario de extrema derecha en Austria. Al final resultó que, él y Martin Sellner tuvieron varios contactos escritos después, prometiéndose cerveza y café. 
El 15 de marzo de 2019, Tarrant llevó a cabo un ataque terrorista contra dos mezquitas en Christchurch, matando a 51 personas de 18 a 71 años. Además de que otras 50 personas resultaron heridas. Fue arrestado el mismo día que otros tres sospechosos y dijo que quería defenderse en el tribunal.
El día de su ataque, publicó un manifiesto de 74 páginas titulado El gran reemplazo, en el que deploraba la expansión del Islam y el genocidio blanco.

## Ideología
Tarrant intercambió ideas en Reddit y 8chan. Antes de abril de 2016, Tarrant dejó más de 30 comentarios explicando su posición antiislámica y mostrando admiración por el líder del Frente de los Patriotas Unidos, Blair Cotrell, en las páginas de Facebook de las organizaciones de derecha United Patriots Front y True Blue Crew en Australia, que desde entonces han sido censuradas por el gobierno, destacado como "Emperador".
Poco antes del atentado, Tarrant publicó un folleto de 74 páginas en la web titulado "El gran intercambio" ("El gran reemplazo - Hacia una nueva sociedad"). En él, Tarrant se refiere a los preocupantes problemas ambientales y al cambio climático en más de una docena de lugares. Escribe sobre sí mismo: "Soy un eco-fascista etnonacionalista". El manifiesto consiste en una mezcla de teorías raciales y ambientales, toma prestado el lenguaje y el contenido de los activistas de internet. En él, declaró que no pertenecía a ninguna organización en particular y que había planeado los ataques en los últimos tres meses. Mencionó que quería despertar el miedo entre los musulmanes radicales como uno de sus motivos. Con la leyenda del "Gran remplazo" de que se está trabajando en un "remplazo" de la población blanca en Europa hacia una población no blanca, haciendo referencia al Plan Kalergi, y describió a la canciller alemana, Angela Merkel, como la madre de todos los acontecimientos "antiblancos y antigermánicos". En el título, se refirió a la leyenda de la propaganda del "Gran Intercambio" que se extendió a través de un nuevo movimiento de identidad racial. 
Describió a los musulmanes radicales como un peligro que debe ser eliminado. Como "los mayores enemigos de los valores occidentales" y ayudantes del "peligro del Islam", nombró a Angela Merkel, al presidente del régimen turco Recep Tayyip Erdoğan y a Sadiq Khan, alcalde musulmán de Londres.
Tarrant también se relacionó con las guerras en los Balcanes. De hecho, puso en la radio de su coche Željko Grmuša March Karadžiću vodi Srbe svoje (Karadžić, guía a tus serbios), que fue utilizado por los serbios en la Guerra de Bosnia entre 1992 y 1995.
En su folleto se refería a Anders Breivik. Obtuvo "verdadera inspiración" de él. Su acción es similar en enfoque y motivo a los ataques de Breivik. Este último había asesinado a 77 personas en Noruega en 2011. Al igual que Breivik, Tarrant citó la "defensa contra los intrusos" como el motivo central en la carta.  El autor del tiroteo también mencionó a otros atacantes como Anton Lundin Pettersson, autor de un ataque con espada en una escuela en Trollhättan en su manifiesto declarando explícitamente su apoyo, además de escribir el nombre de Petterson en una de sus armas.